# Cheonan Baekseok Stadium
Cheonan Baekseok Stadium – wielofunkcyjny stadion w Cheonan, w Korei Południowej. Został otwarty w 2001 roku. Może pomieścić 32 000 widzów. Stadion był jedną z aren piłkarskich Mistrzostw Świata U-17 2007.